# Jan Van Lierde (ontwerper)
Jan van Lierde (1954) is een Belgisch ontwerper die zich vanuit zijn opleiding architectuur toespitste op licht.

## Biografie
Hij volgde architectuur aan de Hogeschool Gent waar hij in 1978 afstudeerde.
In de hierop volgende stage tekende hij vooral voor de industrie.
Hij start in 1985 met Kreon om speciaal lichtontwerp en lichtarmaturen te maken..
In 1994 start hij ook met Vektron voor geïtegreerde plafondsystemen.
In 2000 wordt kreon verkocht aan Jos Vaessen

## Zijn werk
- Metis collectie
- Up-side-down (1987) o.a. gebruikt in het Tokio Design centre van Mario Bellini en Paramount Hotel te New York van Philippe Starck
- Diapason( 1992)
- Bepaalde lampen binnen het Artemideaanbod

## Erkentelijkheid[5]
- Designer prijs van de Europese Gemeenschap 1992 en 1994
- De Henry Van De Veldeprijs in 1996 en 2000.
- Good design award in 1995 en 2000[6]